# Calum French
Calum French (Gateshead, 25 de agosto de 1995) es un deportista británico que compite por Inglaterra en boxeo. Ganó una medalla de bronce en el Campeonato Europeo de Boxeo Aficionado de 2017, en el peso ligero.

## Palmarés internacional
| Representando a Inglaterra |                  |                   |           |
| Campeonato Europeo         |                  |                   |           |
| Año                        | Lugar            | Medalla           | Categoría |
| 2017                       | Járkov (Ucrania) | Medalla de bronce | 60 kg     |